# Передчасний спуск

Передчасний спуск відбувається, коли відбувається постріл одразу після потрапляння набою в камору, до того часу коли ударник завдасть удару після натискання на спусковий гачок.

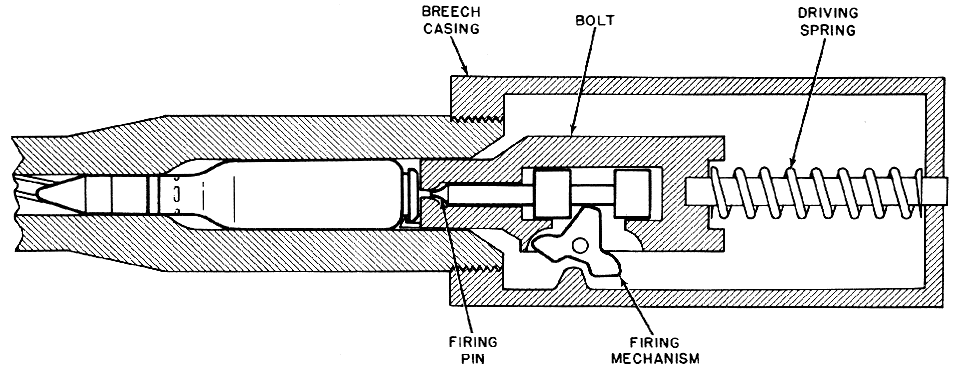

Передчасний спуск — це постріл з вогнепальної зброї, який відбувається при заряджанні набою в камору. Деяка зброя розроблена для передчасного спуску, але термін також описує несправність самозарядної зброї. Стрільці, які звикли для здійснення пострілу натискати на спусковий гачок, можуть бути не готовими до передчасного спуску.
Деяка військова вогнепальна зброя розроблена для стрільби з відкритого затвора, щоб запобігти передчасному пострілу в розжареному, через попередні постріли, стволі. При натисканні на спусковий гачок, в такій зброї, підпружинений затвор рухається вперед підхоплюючи набій з магазина і досилаючи його в камору. Ударник вдаряє по капсулю, коли набій потрапляє в камору, а енергія, яка утворюється під час пострілу, штовхає затвор назад у відкриту позицію, викидаючи при цьому стріляну гільзу.

## Ненавмисний передчасний спуск
У більш звичайній самозарядній зброї спуск починається після того, як набій потрапляє до патронника й очікує натискання на спусковий гачок, який дозволяє ударнику завдати удару по капсулю, відбувається постріл і новий набій потрапляє в патронник. Перший набій потрібно відправити з магазина, вручну відтягнувши та відпустивши затвор. Ненавмисний передчасний спуск може відбутися, якщо ударник завдасть удару по капсулю під час заряджання. Ненавмисний передчасний спуск може також відбутися під час самозарядної роботи ударно-спускового механізму.
Саме в контролі за ударником полягає різниця між пострілом при закритті затвора і пострілом після натискання на спусковий гачок. Вогнепальна зброя, в якій постріл відбувається під час закривання затвора, може мати фіксований ударник або ударник, який рухається за інерцією вперед, в той час як затвор уже припинив рух, відправивши набій у патронник, в той час як у більш звичайній зброї ударник заблокований до того моменту, поки стрілець не натиснув спусковий гачок. Інколи ненавмисний передчасний спуск відбувається через несправність ударника, дефектні набої з неправильно розташованими або надто чутливими капсулями.

### Можливі причини

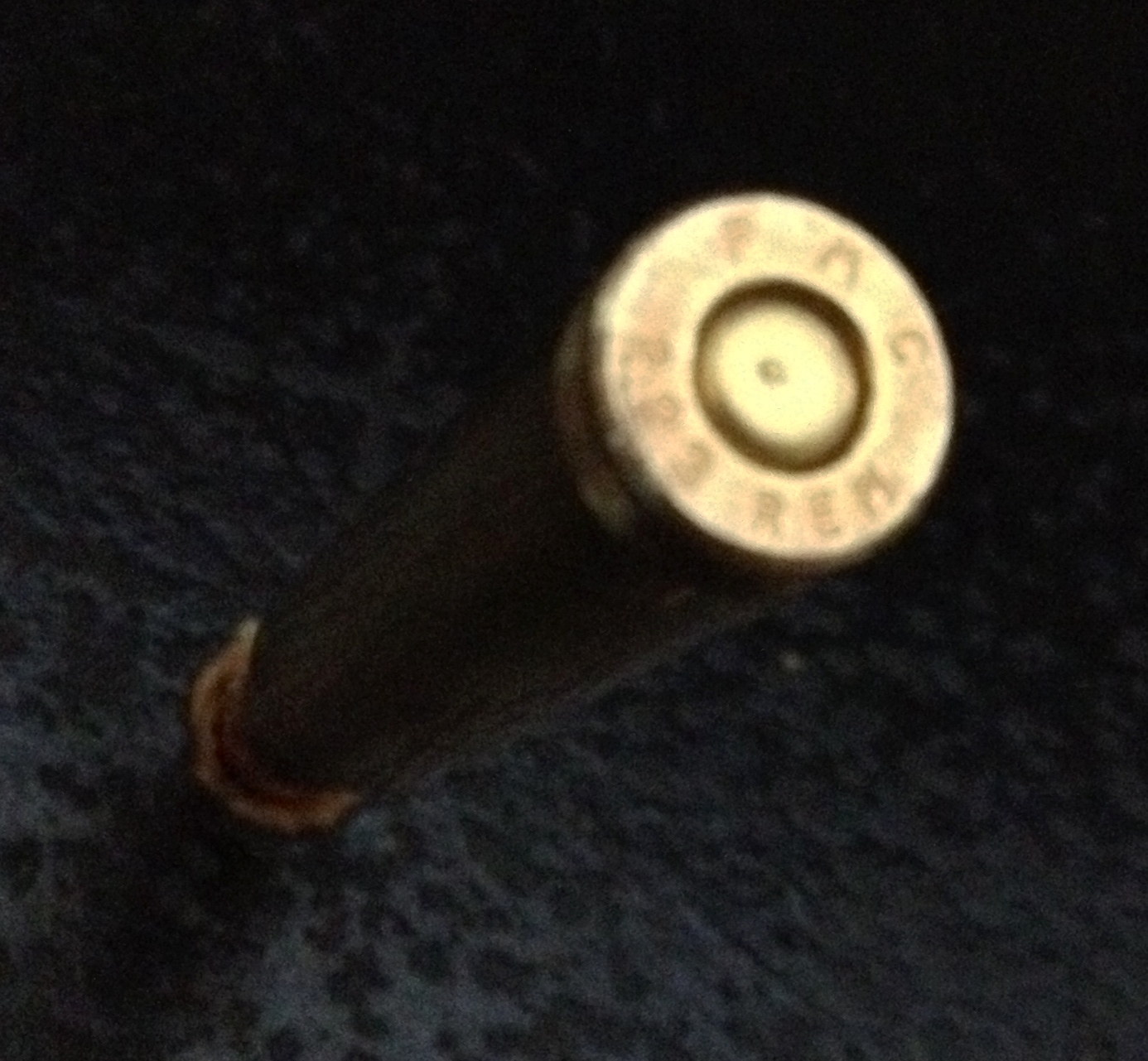
Вільний ударник гвинтівок типу AR-15 зазвичай залишає вм'ятину на набої при досиланні набою в патронник. Хоча від легкого удару капсуль може не спрацювати, вм'ятина може зробити капсуль більш чутливим до подальших ударів. Деякі стрільці не використовують набої які мають подібні вм'ятини, отримані при попередньому заряджанні.

Ударники, які спрацьовують від натискання на спусковий гачок, можуть бути підпиратися пружиною або рухатися вільно. Ударники обох видів можуть рухатися вперед під час досилання коли торець затвора вдаряє по головці патронника. Хоча рух вперед не повинен призвести до детонації капсуля, передчасний спуск виникає коли умови не відповідають проєктним припущенням.
Набої, які вважають придатними для використання у зброї з ручним заряджання, можуть вважати дефектними, якщо вони не задовольняють проектним вимогам самозарядної зброї. Глибина розташування капсуля є дуже важливою в набоях центрального запалення. У більшості набоїв капсуль розташовано глибше за донце яке контактує з торцем затвора. Капсулі розташовані на не достатній глибині можуть детонувати від ударника при досиланні набою затвором. Чутливість капсуля до удару залежить від товщини та твердості метала стакана з вибуховою речовиною. Капсулі призначені для використання в старій або малій за розміром зброї з ручним заряджанням, які спрацьовують від легкого удару ударника може передчасно спрацювати в процесі роботи самозарядного УСМ до досилання набою в патронник. В більшості військових боєприпасів використовують тверді капсулі, які не спрацюють при легкому інерційному ударі. В арміях країн НАТО використовують стандарти НАТО (STANAG) де зазначено мінімальну та максимальну допустиму чутливість капсулю для ручної зброї. Для набою 5.56×45мм НАТО за стандартом STANAG 4172, серед значної кількості технічних вимог, визначено діапазон допусків чутливості капсулів набою 5.56×45мм НАТО.
Підпружинені ударники можуть сильно рухатися вперед під час заряджання, якщо пружина зламана або зношена. Через накопичення бруду, іржі, нагару або через використання неправильного в'язкого мастила в каналі ударника, як вільний так і підпружинений ударник може застрягнути у передньому положенні виступаючи з переднього торця затвора. Хоча захист від іржі важливий, вологі мастила можуть затримувати вуглець та інші забруднюючі речовини від згоряння пороху, тому запобігання надлишкового змащування дає змогу запобігти передчасному спуску ударника який застряг в передній позиції.
Будь-що, що прилипло до наконечника ударника або переднього торця затвора перед капсулем може призвести до жорсткого контакту з капсулем під час самозарядної роботи УСМ. Велика площа розповсюдження зарядної суміші в набоях з кільцевим запаленням збільшує число місць де бруд або нагар з торця затвора або патронника може деформувати фланець набою і призвести до передчасного спуску під час самозарядної роботи УСМ.

### Ризики
Ненавмисний передчасний спуск є дуже небезпечним, а відбій може призвести до втрати стрільцем контролю над легкою зброєю і перехід на некерований передчасний спуск в самозарядній зброї, яка не очікувано "переходить на автоматичну стрільбу". Один дефектний набій може призвести до одноразового передчасного спуску, але якщо ударник застрягне в передній позиції або в магазині дефектні набої, це може призвести до некерованої стрільби при кожному закриванні затвора до випорожнення магазина.
При закриванні затвора і досиланні набою стрільці повинні спрямовувати зброю в безпечному напрямку. При передчасному спуску стрілець повинен спрямувати зброю в безпечному напрямку до припинення вогню. До цього необхідно бути готовим, оскільки не підготовлений стрілець може кинути зброю після першого передчасного спуску.
Окрім небезпеки випадкового пострілу, постріл може відбутися і до досилання набою в камору через передчасний спуск. Зброя може бути пошкоджена або знищена вибухом камори і нанести шкоду стрільцю та оточуючим.

## Конструкції з передчасним спуском
Саморобна зброя має вільний ствол з зарядженим фланцевим набоєм (часто рушничний), який ковзає в середині труби, яка виконує функцію трубчастої ствольної коробки з зафіксованим позаду ударником. Немає спускового гачка або замка, оскільки заряджений ствол просто вставляють в трубку і штовхають назад для пострілу.